# Andainville
Andainville (picardisch: Adinville) ist eine nordfranzösische Gemeinde mit 244 Einwohnern (Stand 1. Januar 2022) im Département Somme in der Region Hauts-de-France. Die Gemeinde liegt im Arrondissement Amiens (seit 2009) und ist Teil der Communauté de communes Somme Sud-Ouest und des Kantons Poix-de-Picardie.

## Geographie
Die Gemeinde liegt nördlich im Abstand vom Flüsschen Liger auf der Höhe in der Landschaft Vimeu rund 8,5 Kilometer südsüdöstlich von Oisemont.

## Einwohner
| 1962 | 1968 | 1975 | 1982 | 1990 | 1999 | 2006 | 2011 |
| ---- | ---- | ---- | ---- | ---- | ---- | ---- | ---- |
| 307  | 287  | 249  | 201  | 211  | 196  | 222  | 228  |

## Sehenswürdigkeiten
- Kirche Saint-Vaast

## Persönlichkeiten
- Walter von Pontoise (um 1030–1099), Mönch, hier geboren